# Lars Arnesson (orienterare)
Lars Georg Arnesson, född 29 juni 1947 i Humla, är en svensk tidigare orienterare som blev världsmästare i stafett 1972. Han tävlade för Ulricehamns OK.